# Доктор Джон
Доктор Джон (англ. Dr. John, настоящее имя Малколм Джон Ребеннэк-младший, англ. Malcolm John Rebennack Jr.,  20 ноября 1941 — 6 июня 2019) — американский музыкант, известный своим эклектическим подходом к музыкальному творчеству. Основные составляющие его музыки — замысловатая смесь новоорлеанского блюза (и ритм-энд-блюза) с психоделическим роком, своеобразный рокочущий вокал в духе Вэна Моррисона и яркие выступления в стиле карнавального Марди-Гра.
Мэк Ребеннэк начинал в конце 1950-х в Новом Орлеане в качестве сессионного музыканта (клавишника и гитариста) под псевдонимом Night Tripper. Из-за неосторожного обращения с огнестрельным оружием он получил повреждение руки и был вынужден отказаться от выступлений с гитарой.
В середине 1960-х музыкант увлёкся культурой вуду, наркотиками и психоделией, сменил сценическое имя на Dr. John, переехал в Лос-Анджелес, где во время выступлений продолжал носить карнавальные костюмы Марди-Гра. Он стал одной из самых ярких фигур психоделической музыки тех лет. Записывался с Вэном Моррисоном, Эриком Клэптоном, Миком Джаггером и Шер. В 1973 г. выпустил свой самый успешный сингл — «Right Place Wrong Time».
В последующем Доктор Джон продолжал придерживаться эклектического подхода к исполняемой музыке. Даже самые преданные поклонники находили его альбомы 1970-х и 1980-х весьма неровными. Хотя его ранние композиции перепевали и перерабатывали The Allman Brothers Band, Ноэль Галлахер и Бек (на треке «Loser»), сам Доктор Джон в 1990-е годы в основном исполнял песни из традиционного репертуара американской поп-музыки.
Доктор Джон умер 6 июня 2019 года от сердечного приступа.

## Дискография
- Gris-Gris (1968) (Atco, SD 33-234)
- Babylon (1969)
- Remedies (1970) (Atco, SD 33-316)
- The Sun, Moon & Herbs (1971) (Atco, SD 33-362)
- Dr. John's Gumbo (1972)
- In the Right Place (1973) (Atco, SD 7018)
- Desitively Bonnaroo (1974) (Atco, SD 7043)
- Hollywood Be Thy Name (1975) (UA-LA552G)
- City Lights (1978)
- Tango Palace (1979) (Horizon, SP-740)
- Dr. John Plays Mac Rebennack Vol. 1 (1981)
- Dr. John Plays Mac Rebennack Vol. 2 (The Brightest Smile in Town) (1983)
- In a Sentimental Mood (1989)
- ZuZu Man (1989) (Trip Records TLP-9518)
- Bluesianna Triangle, w/ Art Blakey and David 'Fathead' Newman (1990) (Windham Hill)
- Goin' Back to New Orleans (1992)
- Television (1994)
- Afterglow (1995)
- Trippin' Live
- Anutha Zone (1998)
- Duke Elegant (1999) (Parlophone, 7243 5 23220 2 2)
- Creole Moon (2001)
- All By Hisself, Live At The Lonestar (2003) (Skinji Brim) recorded live Dec. 22 & 23, 1986
- N’Awlinz: Dis Dat or d’Udda (2004)
- Sippiana Hericane (2005)
- Mercernary (2006) (Blue Note 54541)
- The City That Care Forgot (2008)
- Tribal (2010)
- Locked Down (2012)